# Schönkirchen
Schönkirchen település Németországban, Schleswig-Holstein tartományban. Lakosainak száma 6899 fő (2023. december 31.).

## Fekvése
Kieltől északkeletre fekvő település.

## Leírása
A városka templomának barokk oltárát a 17. században a híres Eckenfördei fafaragóművész, az ifjabb Hans Gudewerdt készítette.
A tó partján álló 15. századi Céh-ház pedig az alsó-szász parasztépítkezés szép példájának tekinthető.

## Galéria

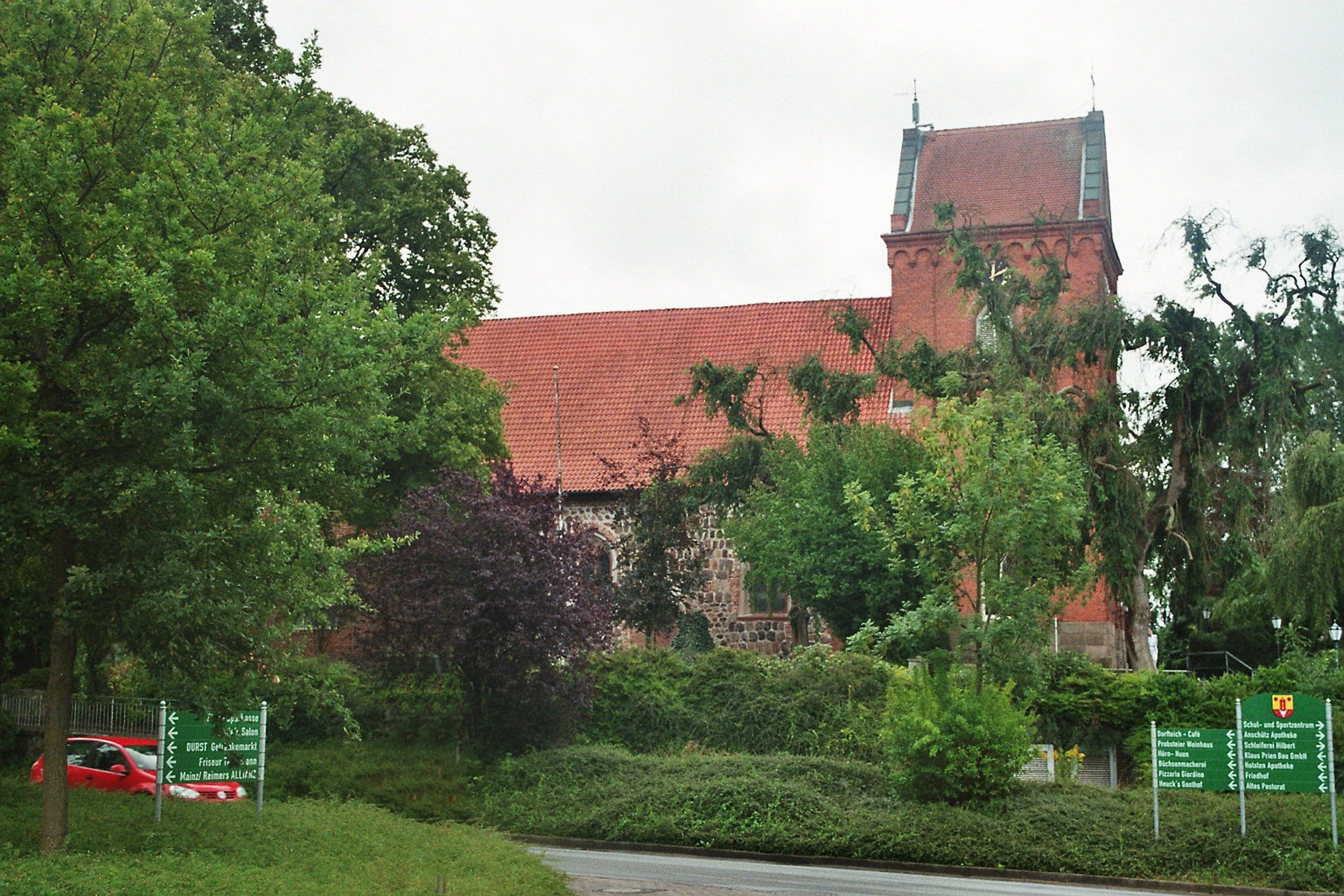
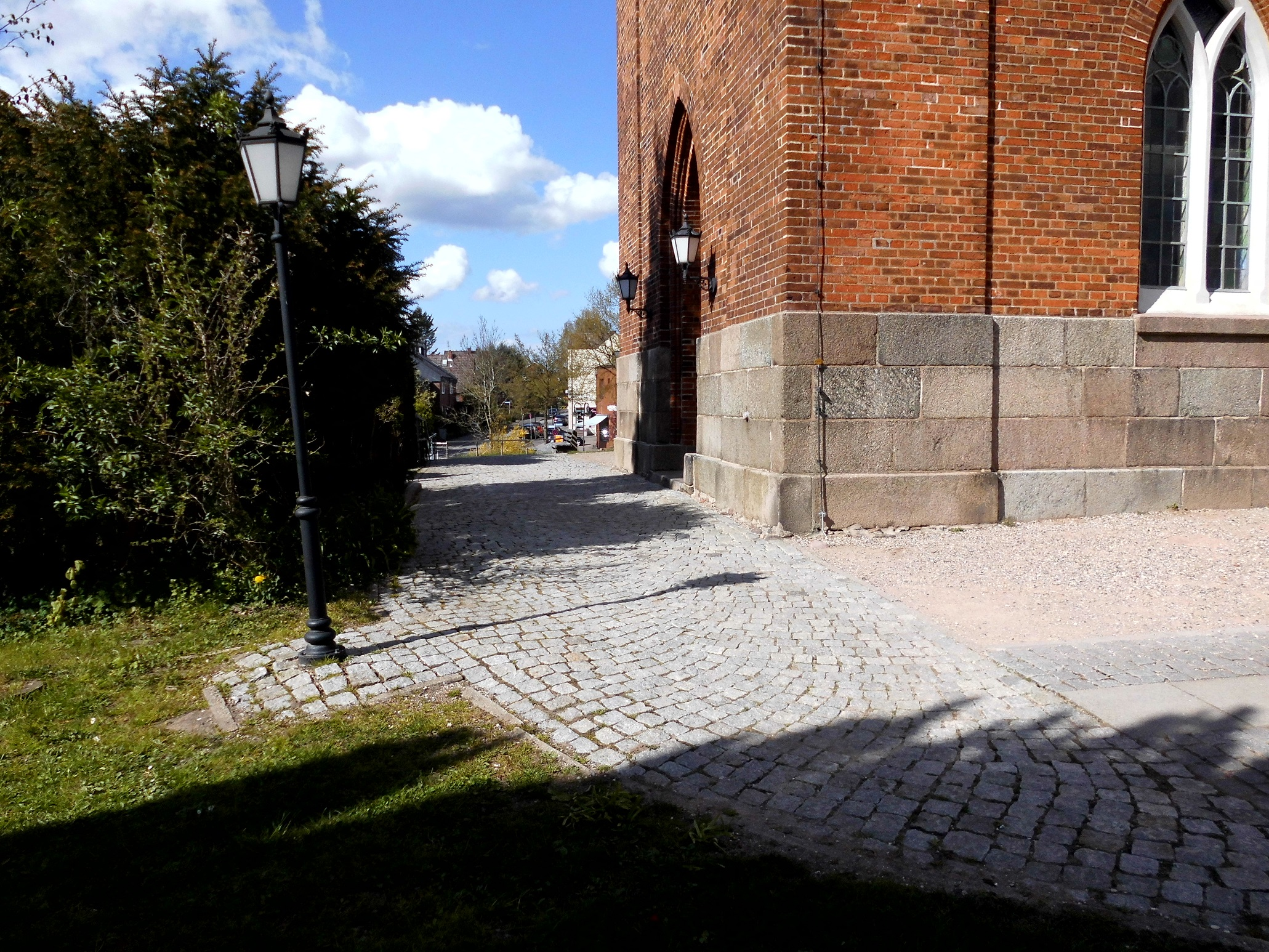
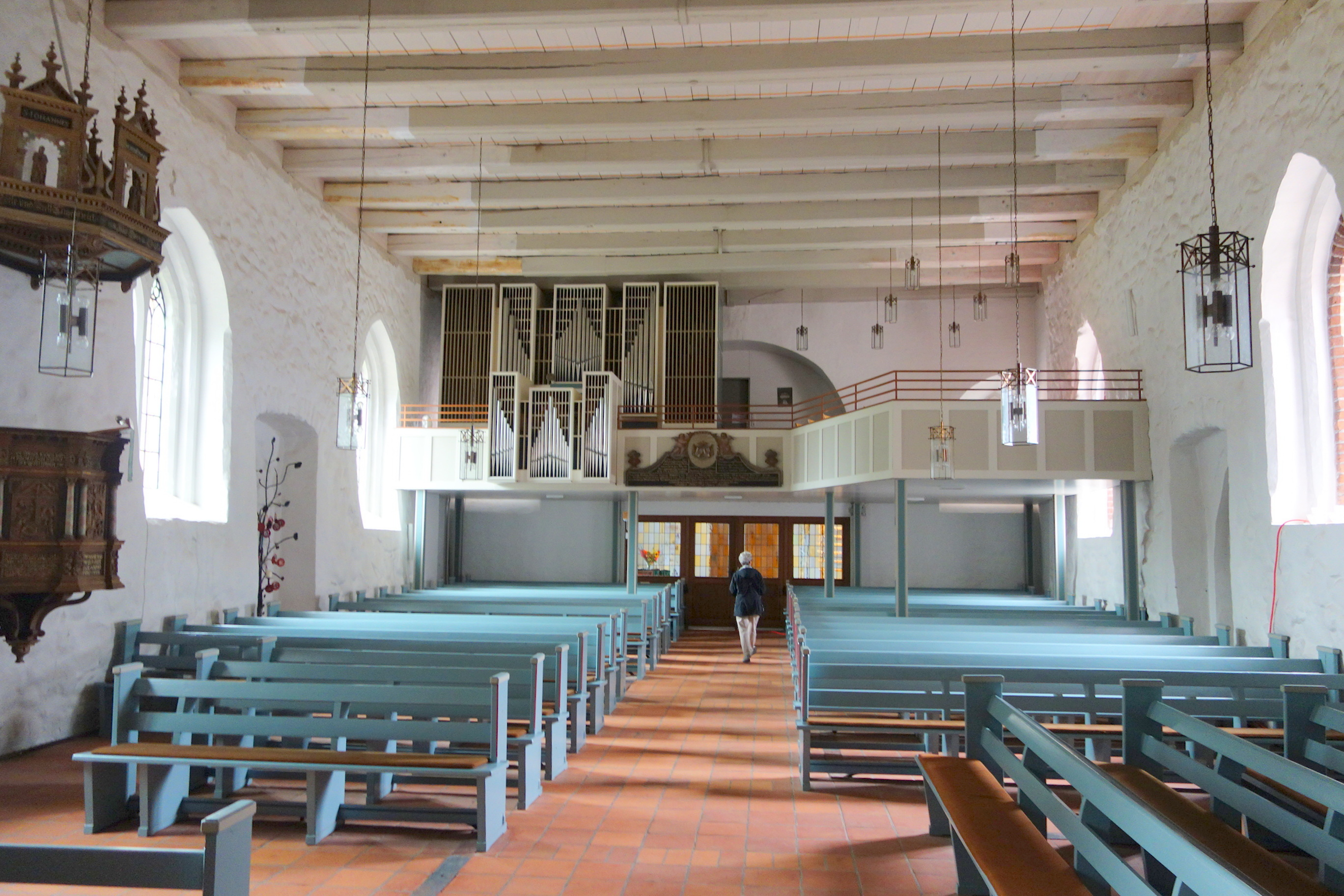
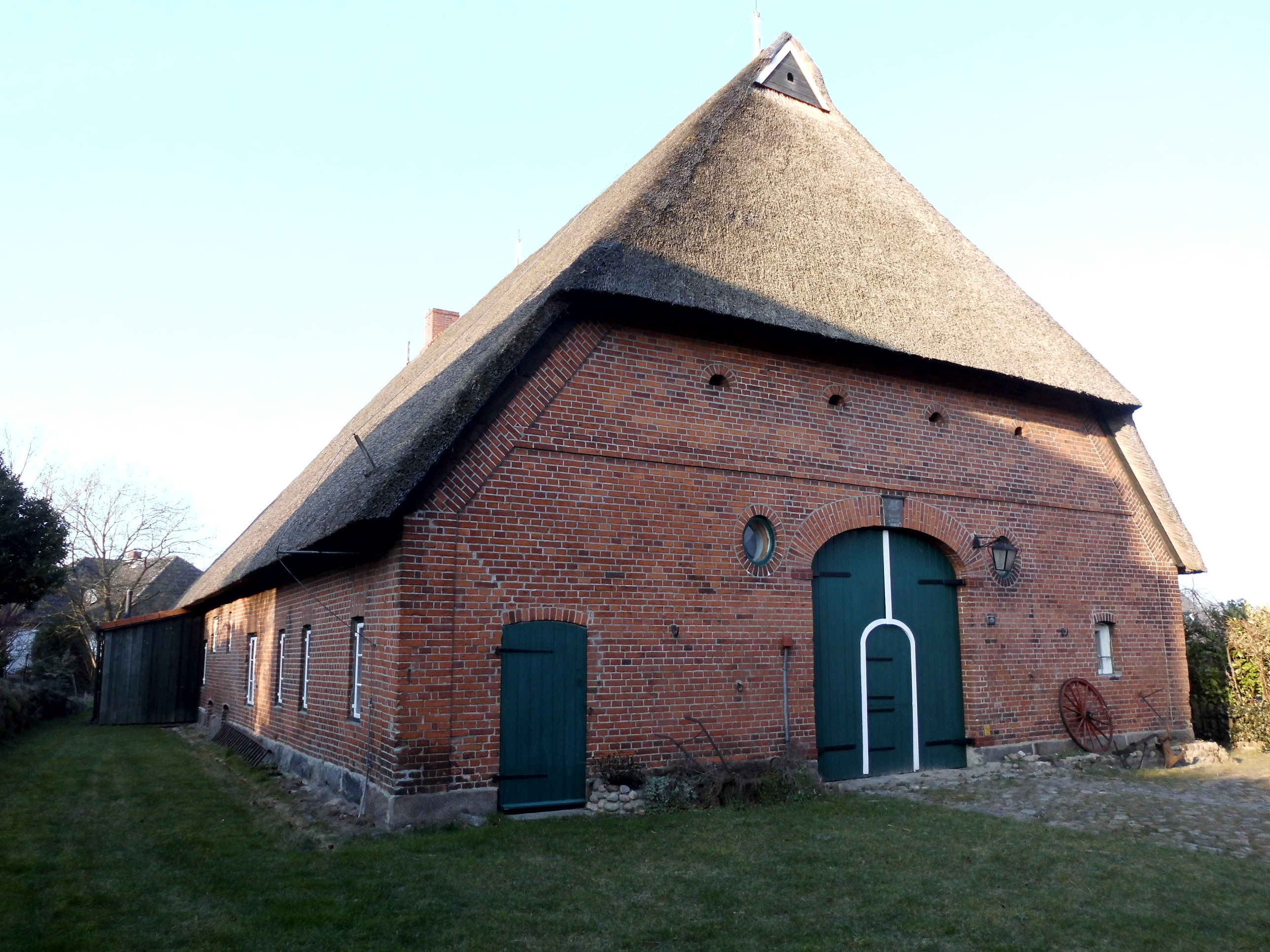
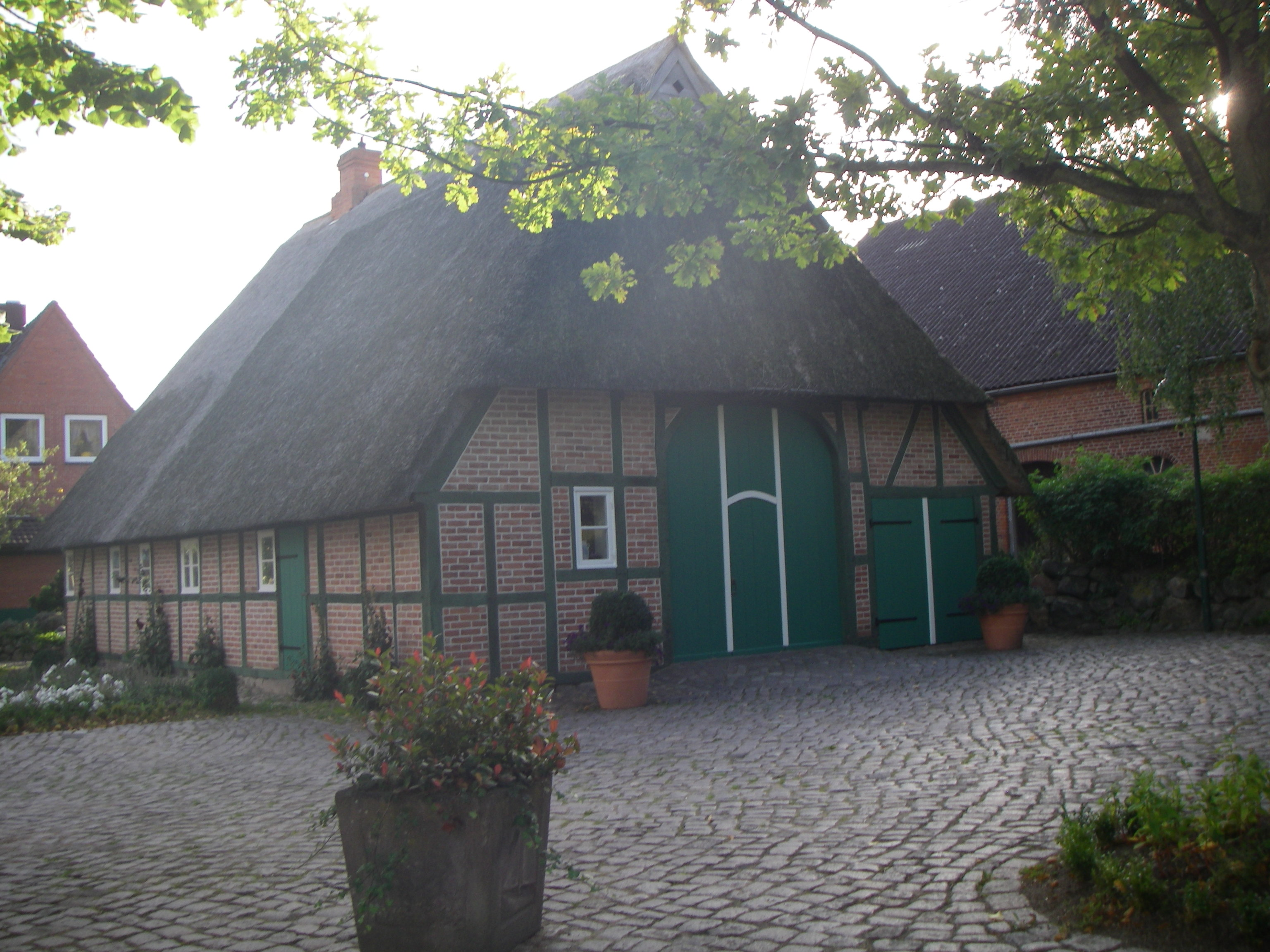

## Nevezetességek
- Templom
- Céh-ház (Gildehaus)